# اریک لارسون (ورزشکار)
اریک لارسون (انگلیسی: Erik Larsson; ۱۸ ژانویهٔ ۱۹۰۵ – ۸ مارس ۱۹۷۰) بازیکن هاکی روی یخ اهل سوئد بود.